# Nieskruid
Nieskruid (Helleborus) is een geslacht van 15 tot 22 soorten volgens verschillende auteurs. Soorten zijn onder meer de kerstroos (Helleborus niger), het stinkend nieskruid (Helleborus foetidus), de lenteroos (Helleborus orientalis) en de wrangwortel (Helleborus viridis).
De meeste soorten treft men aan op de Balkan. Twee soorten zijn inheems op Mediterrane eilanden: Helleborus argutifolius op Corsica en Sardinië, en Helleborus lividus op de Balearen. Twee andere soorten zijn inheems in Azië: Helleborus vesicarius in Klein-Azië (Zuid-Turkije en Noord-Syrië) en Helleborus thibetanus in China.

## Algemene kenmerken
Helleborus-soorten zijn vaste winter- of lentebloeiende planten met vlezige wortels, soms rizomen (Helleborus vesicarius). De oudere wortels zijn dikwijls donkerder, zelfs zwart. De meeste soorten zijn afkomstig uit het onderhout van kalkrijke streken.
Vier soorten zijn caulescent, dat wil zeggen met bebladerde bloeistengels: Helleborus argutifolius, Helleborus foetidus, Helleborus lividus, en Helleborus vesicarius. De eerste drie zijn wintergroen en hebben slechts stengelbladeren. De andere soorten zijn acaulescent, dat wil zeggen met alleen eenjarige bloeistengels. De handvormige bladeren hebben drie primaire blaadjes, die ofwel ongedeeld zijn (sectie Chenopus), ofwel gedeeld worden in soms tot meer dan 100 blaadjes van tweede orde bij Helleborus multifidus subsp. hercegovinus en Helleborus abruzzicus.
De bloemen bestaan uit vijf kelkbladen, die groen of gekleurd zijn. De kroonbladen zijn in hoornvormige nectariën veranderd. De vruchten zijn kokervruchten, die min of meer aan elkaar verbonden zijn. De zaden, die een mierenbroodje hebben, worden door mieren gezaaid.

## Soorten
Helleborus-soorten worden in zes secties gerangschikt :
- Sectie Syncarpus (met vergroeide vruchtbladen)
  - Helleborus vesicarius Auch. – Zuid-Turkije en Noord-Syrië
- Sectie Griphopus (griffioenvoet)
  - Helleborus foetidus L., Stinkend nieskruid – Midden- en Zuid-Europa)
- Sectie Chenopus (ganzenvoet)
  - Helleborus argutifolius Viv., Corsicaanse helleboor – Corsica & Sardinië
  - Helleborus lividus Aiton – Mallorca (en Cabrera?)
- Sectie Helleborus
  - Helleborus niger L., kerstroos
    - subsp. niger – Zuidelijke en oostelijke Alpen (op kalk)
    - subsp. macranthus – (Freyn) Schiffner – Noord-Italië en Slovenië
- Sectie Helleborastrum
  - Helleborus atrorubens Waldst. & Kit. – Noordwestelijk voormalig Joegoslavië
  - Helleborus cyclophyllus (A. Braun) Boissier – Balkan
  - Helleborus dumetorum Waldst. & Kit. – Roemenië, Balkan, Klein-Azië
  - Helleborus multifidus Vis. – Italië en westelijk voormalig Joegoslavië
    - subsp. multifidus – Noordelijke Adriatische berggebieden
    - subsp. bocconei (Tenore) B. Mathew – Midden-Italië tot Sicilië
    - subsp. hercegovinus (Martinis) B. Mathew – Bosnië & Herzegovina
    - subsp. istriacus (Schiffner) Merxmuller & Podlech – Noordoost-Italië en Noord-Kroatië

  - Helleborus odorus Waldst. & Kit. – Balkan
  - Helleborus orientalis Lam., Lenteroos
    - subsp. orientalis – witachtige of groenachtige bloemen, met soms een roze zweem; van Bulgarije en Noordoost- Griekenland (Thracië) tot de Kaukasus en Turkije
    - subsp. abchasicus (A. Br.) B. Mathew – purperen of grijsroze bloemen; in Abchazië (westelijke Kaukasus)
    - subsp. guttatus (A. Br. & Saur) B. Mathew – witte bloemen met rode vlekken of stippels; Centrale en oostelijke Kaukasus

  - Helleborus purpurascens Waldst. & Kit. – Centraal-Europa tot de Kaukasus
  - Helleborus torquatus Archer-Hind. – Voormalig Joegoslavië
  - Helleborus viridis L., Wrangwortel
    - subsp. viridis – Zuidoost-Frankrijk tot Oostenrijk
    - subsp. occidentalis (Reut.) Schiffner – België tot Spanje; verwilderd in Nederland (stinsenplant)
- Sectie Dicarpon (met slechts twee vruchtbladen)
  - Helleborus thibetanus Franch. – Gansu, Hubei, Shaanxi en Sichuan (China)

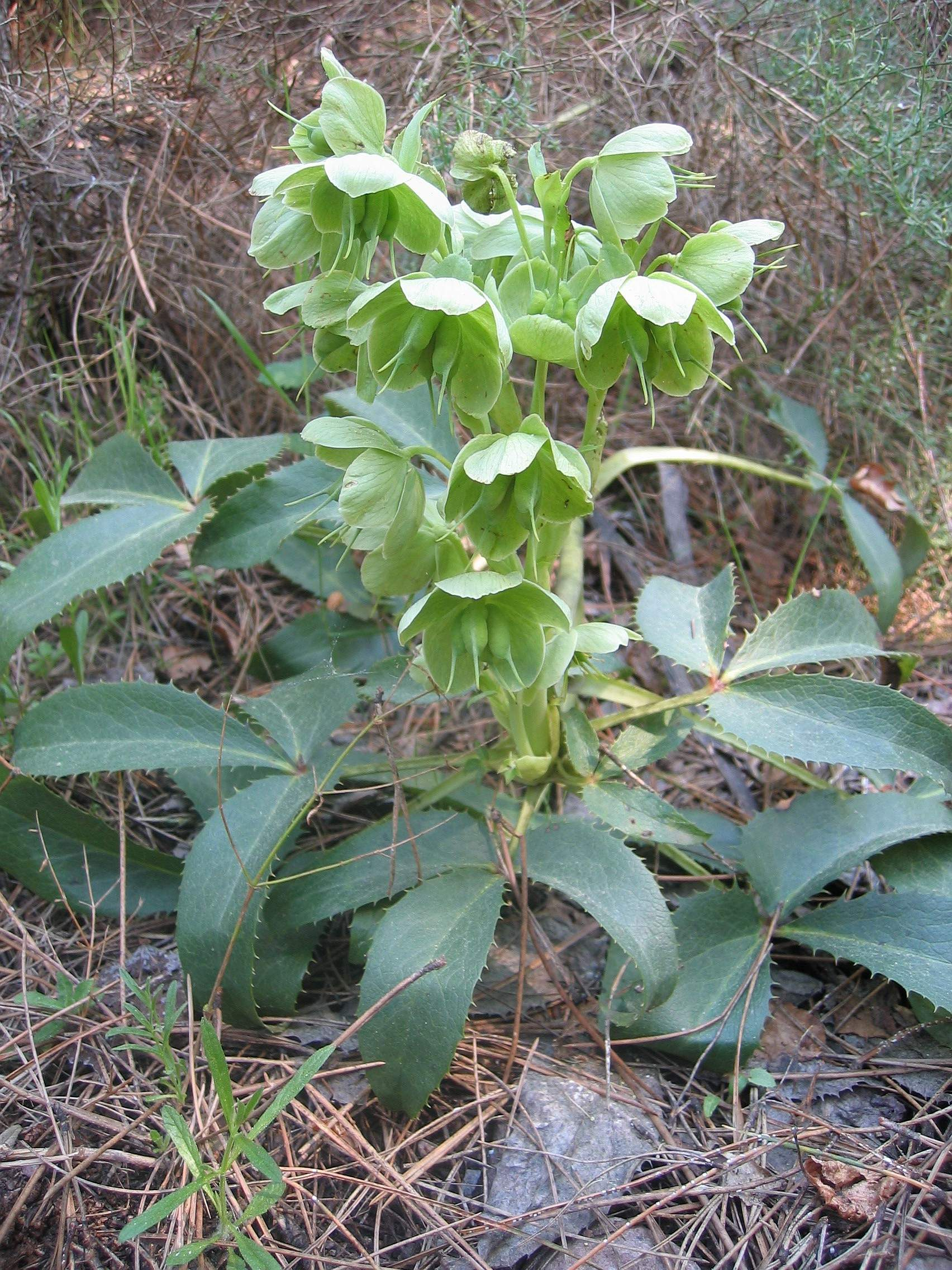
Helleborus argutifolius
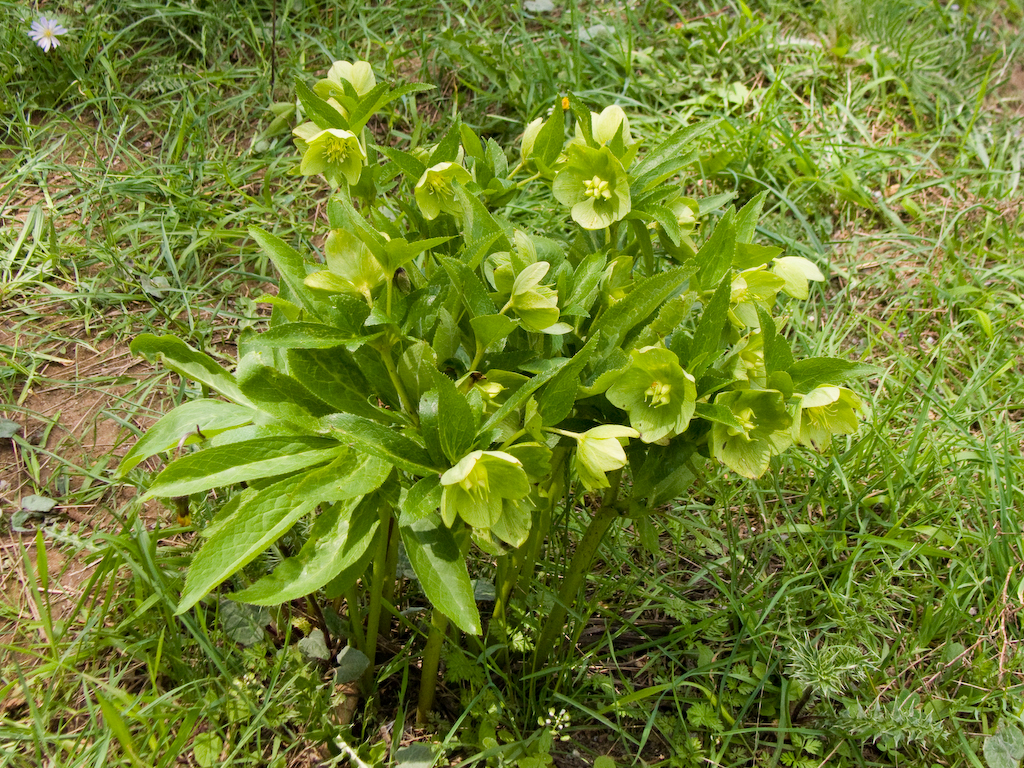
Helleborus cyclophyllus
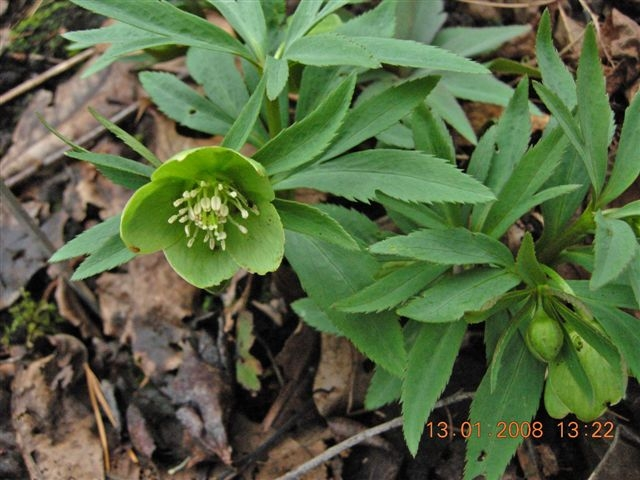
Helleborus dumetorum
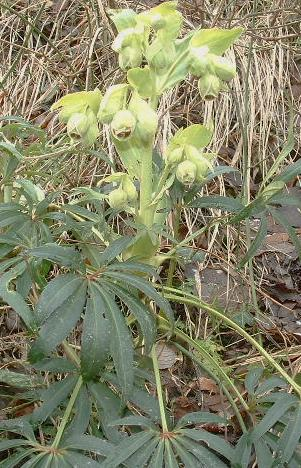
Helleborus foetidus
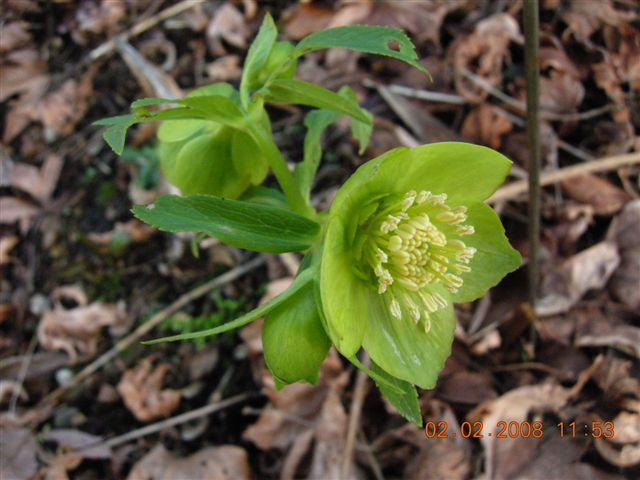
Helleborus multifidus subsp. bocconei
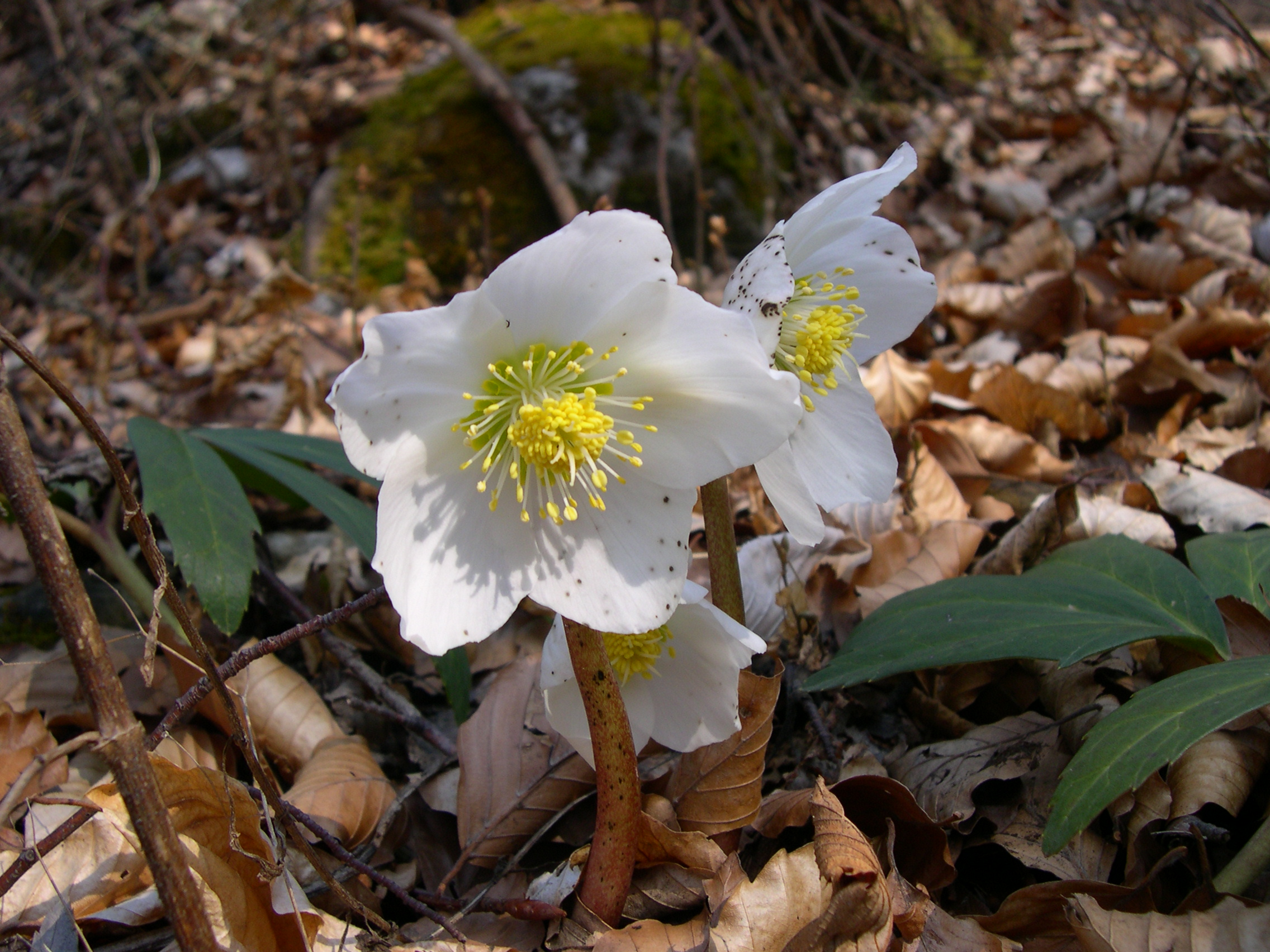
Helleborus niger
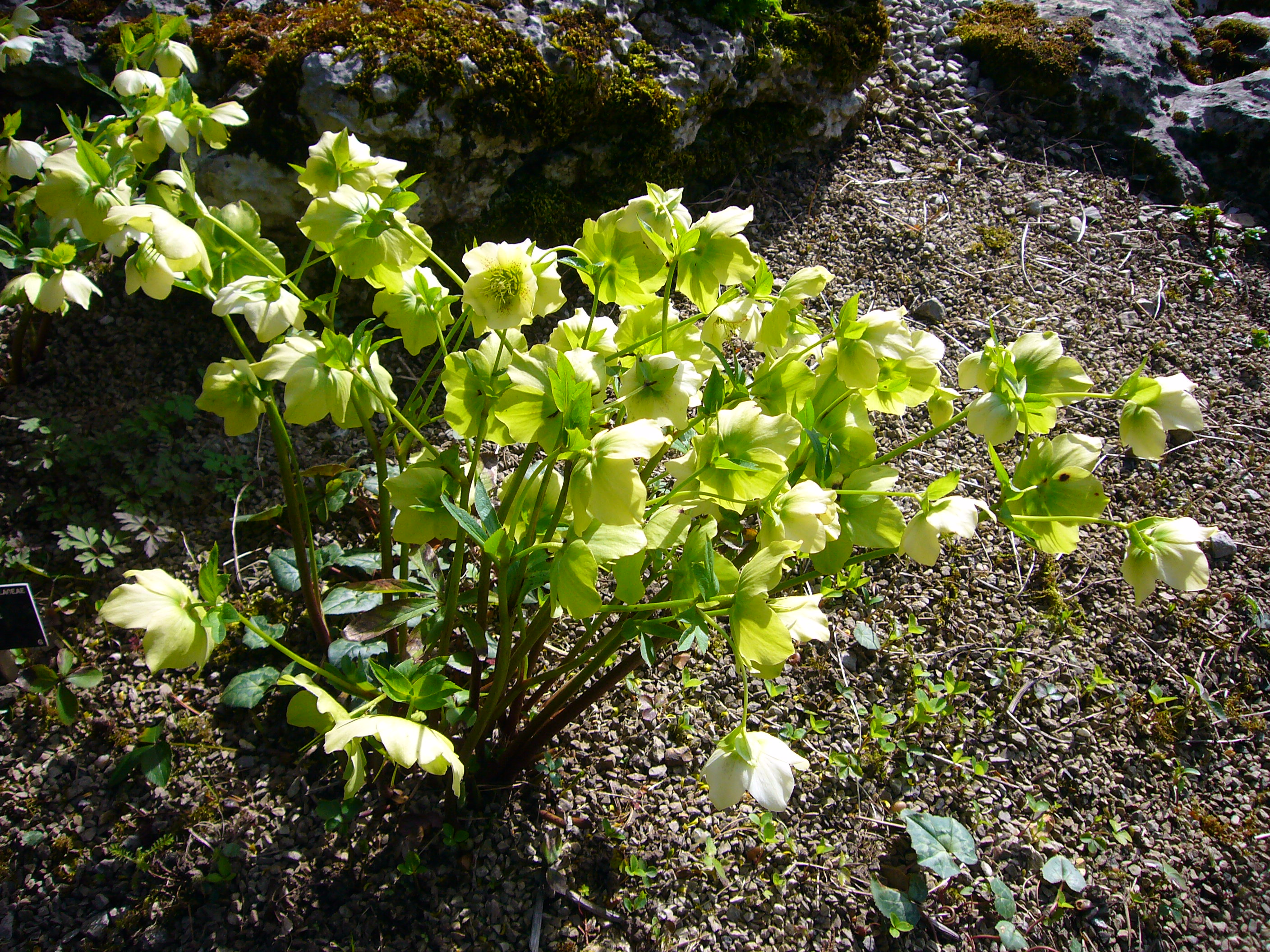
Helleborus odorus
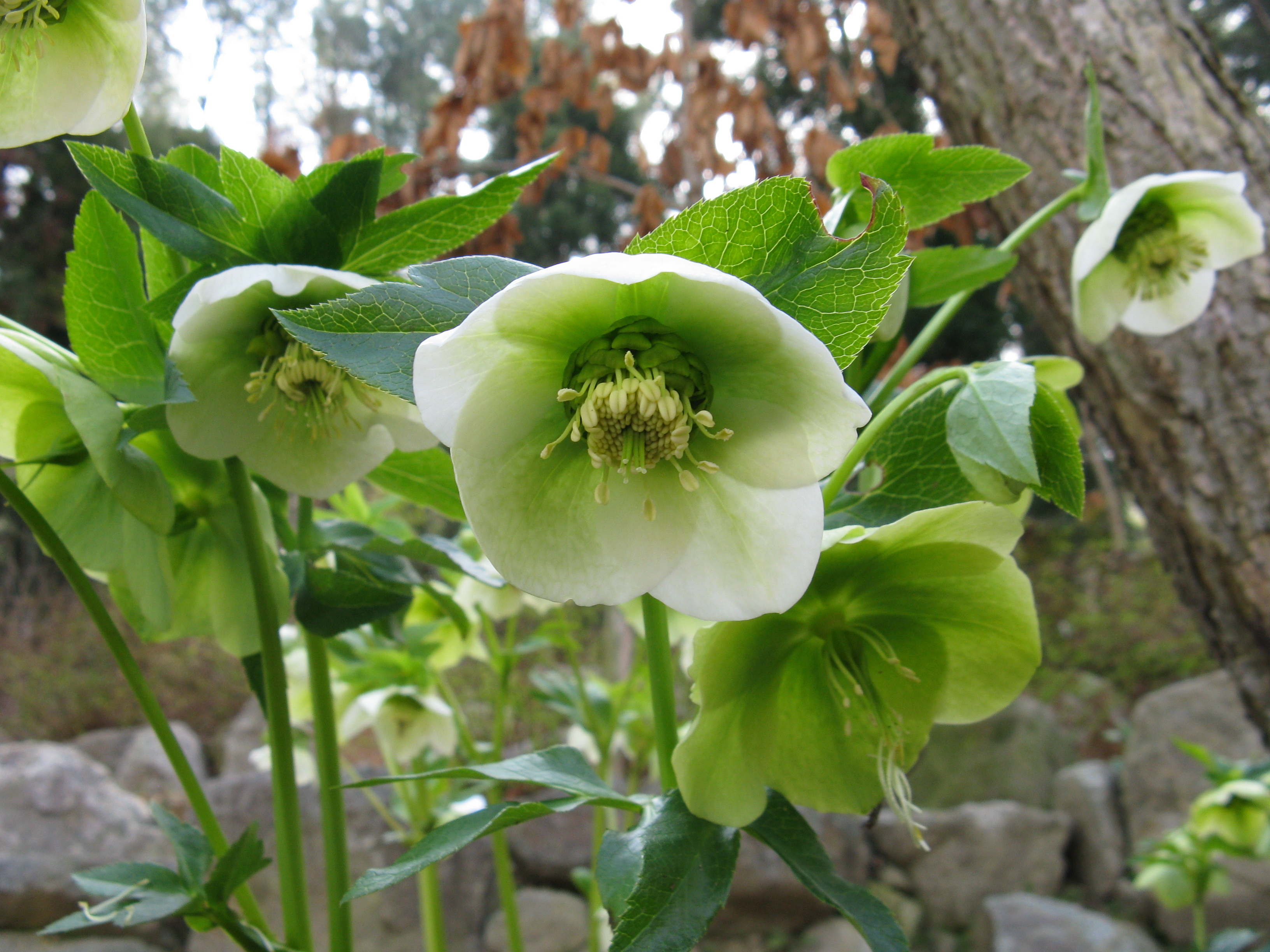
Helleborus orientalis
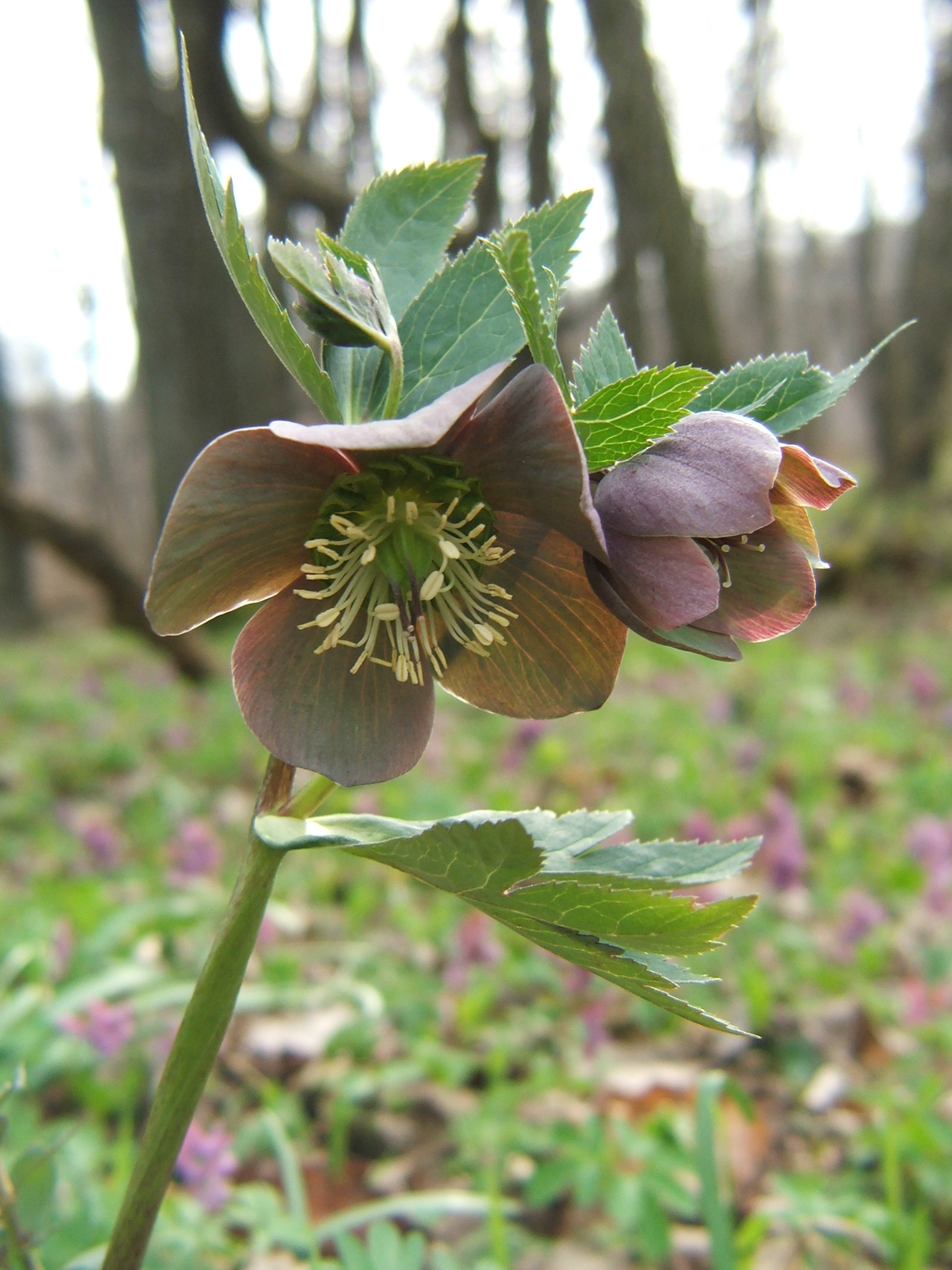
Helleborus purpurascens
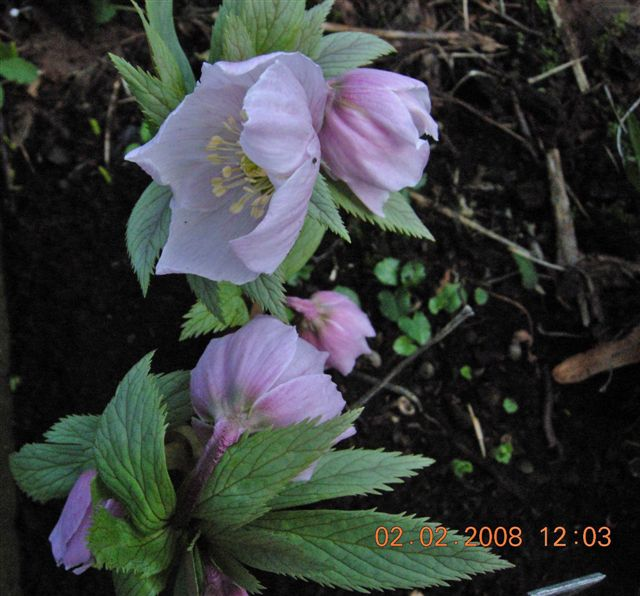
Helleborus thibetanus
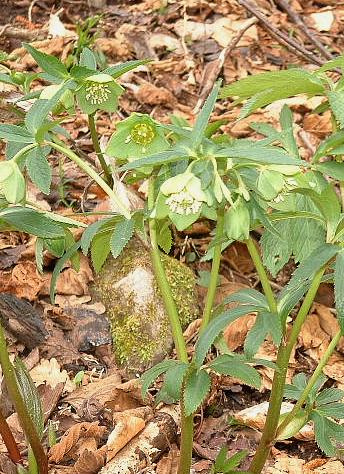
Helleborus viridis

### Nieuwe soorten
De volgende soorten werden recentelijk beschreven:
- Helleborus abruzzicus M. Thomsen, McLewin & B. Mathew – Centraal-Italië (Abruzzen): lijkt op Helleborus multifidus subsp. bocconei met fijn gedeelde bladeren (met 100 tot 200 blaadjes!)
- Helleborus croaticus Martinis – Noordoost-Kroatië op een geïsoleerde vindplaats; lijkt op Helleborus atrorubens en op Helleborus torquatus
- Helleborus liguricus M. Thomsen, McLewin & B. Mathew – Noordwest-Italië) Ligurië en Toscane: lijkt op Helleborus multifidus subsp. bocconei met minder blaadjes en lichtgroene tot witte bloemen

De precieze status van deze taxa moet verder onderzocht worden.

### Opmerkingen
- De ondersoorten van Helleborus multifidus en Helleborus viridis worden thans dikwijls als soorten beschouwd.
- Daar waar verschillende soorten uit de sectie Helleborastrum samen voorkomen, zoals in voormalig Joegoslavië, kan men hybriden aantreffen. Omdat die hybriden vruchtbaar zijn, kunnen er zo populaties ontstaan waarvan de identificatie moeilijk is.
- Helleborus torquatus heeft een onzeker statuut. Deze erg variabele soort wordt dikwijls beschouwd als een variant van Helleborus multifidus (Helleborus multifidus subsp. serbicus (Adamowić) Merxm. & Podlech).[5] Omdat ze gemakkelijk kan kruisen, onder andere met Helleborus multifidus subsp. multifidus, ontstaan er zo complexe groepen van hybriden.
- Helleborus ×feyderi Schniffer is een natuurlijke hybride van Helleborus orientalis subsp. abchasicus × Helleborus orientalis subsp. guttatus.
- Daar waar Helleborus foetidus en Helleborus viridis samen voorkomen, kan men de steriele hybride Helleborus ×jourdanii Pages aantreffen.

## Tuinhybriden

### Orientalishybriden
- Helleborus ×hybridus Voss: onder deze naam worden de selecties van Helleborus orientalis met witte, roze en gespikkelde bloemen geplaatst, alsook de fertiele hybriden ervan met onder andere Helleborus cyclophyllus en Helleborus odorus (hybriden met gele bloemen), Helleborus multifidus subsp. bocconei (hybriden met groene bloemen) en Helleborus torquatus (hybriden met purperen en donkerpaarse bloemen).

### Andere hybriden
- Helleborus ×nigercors J.T. Wall (Helleborus niger × Helleborus argutifolius): steriele hybride met meerdere witte bloemen die lang in bloei staan.
- Helleborus ×sternii Turill (Helleborus argutifolius × Helleborus lividus): vruchtbare hybride met rozige bloemen.
- Helleborus ×ballardiae B. Mathew (synoniem: Helleborus ×nigriliv, = Helleborus niger × Helleborus lividus): steriele hybride met rozige of bruinroze bloemen.
- Helleborus ×ericsmithii B. Mathew (synoniem: Helleborus ×nigristern, = Helleborus ×sternii × Helleborus niger): steriele hybride, beter winterhard dan Helleborus ×sternii; witte bloemen met een roze zweem.

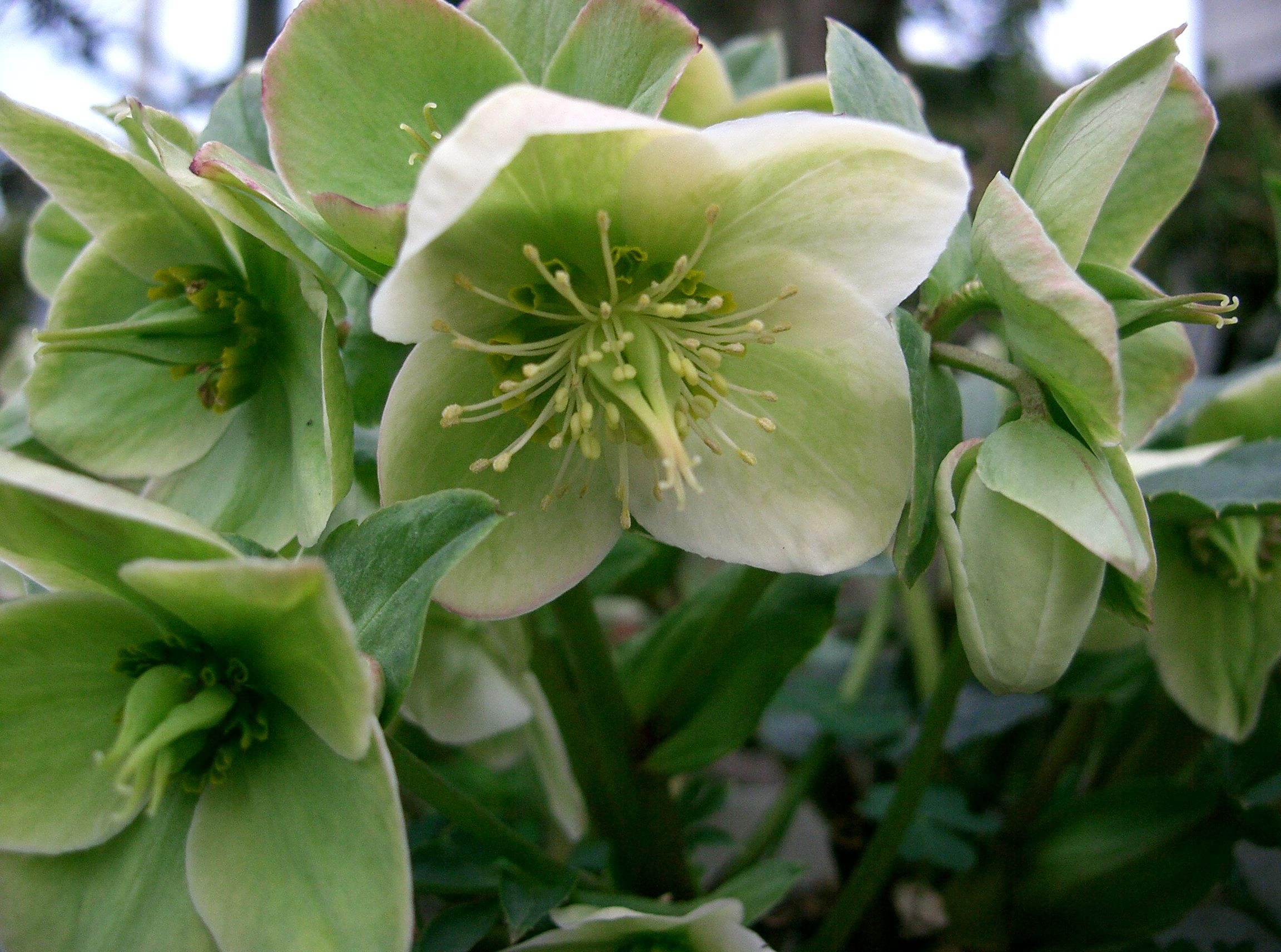
Helleborus ×nigercors
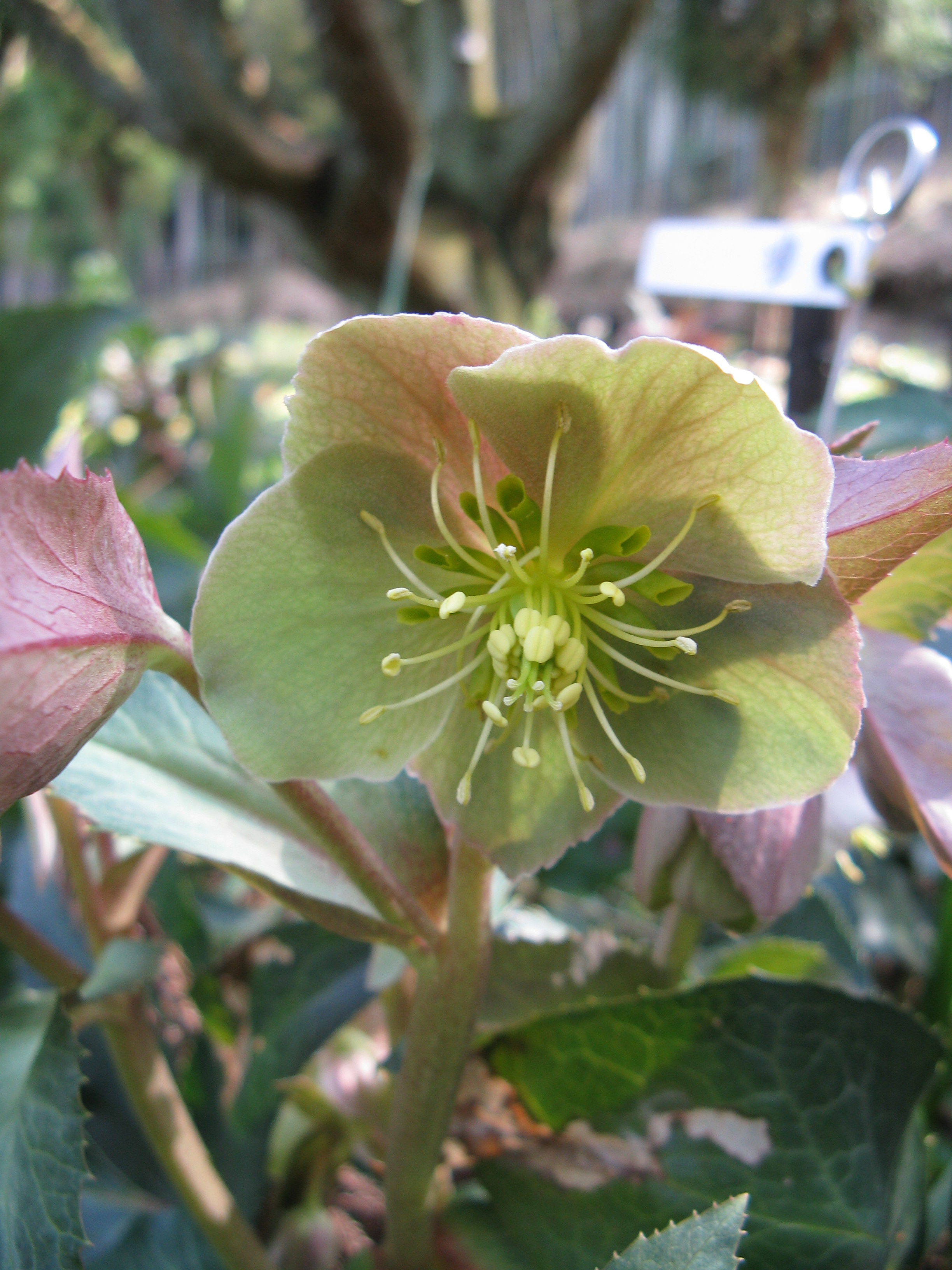
Helleborus ×sternii
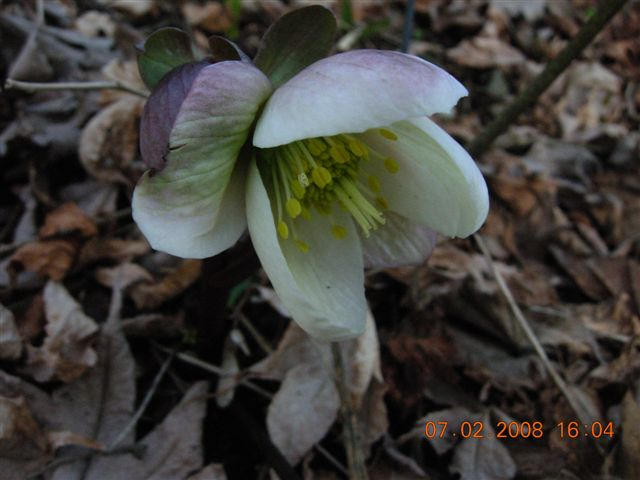
Helleborus ×ericsmithii

## Kweek
De grond moet kalkrijk, humeus en vochthoudend zijn maar wel goed doorlatend. Natte voeten in de winter zijn funest voor vele soorten. Hoewel de meeste soorten afkomstig zijn uit kalkrijke streken, gedijen de meeste soorten en cultivars ook redelijk in zure grond.
Met de uitzondering Helleborus vesicarius staan Helleborus-soorten niet graag in de volle zon tijdens de zomer. Eens goed gevestigd worden de planten niet graag gestoord of verplant.
De planten, vooral Helleborus niger en de geel bloeiende hybriden, zijn vatbaar voor de bladvlekkenziekte, die zwarte vlekken op de bladeren veroorzaakt. Wanneer de aantasting ernstig is, kan zij de dood van de plant als gevolg hebben.

### Botanische soorten
De iets gevorderde liefhebber zou zeker een paar exemplaren van het stinkende nieskruid, Helleborus foetidus, moeten planten. Deze in België inheemse plant, die een meter hoog kan worden, heeft een sierlijk wintergroen loof en een overvloed aan bloemen van januari tot mei. ‘Wester Flisk’, met rode stengels, is een mooie selectie ervan.
De kerstroos (Helleborus niger) wordt niet aan de doorsneeliefhebber aangeraden, omdat het geen gemakkelijke plant is. Ze groeit traag en alleen in halfschaduw op rijke, goed doorlatende kalkrijke grond. Ze bloeit echter niet met Kerstmis, maar in februari–maart.
De purperen kerstroos (Helleborus 'Early Purple', synoniem: Helleborus 'Atrorubens' – niet te verwarren met de soort Helleborus atrorubens!), een vroegbloeiende selectie van Helleborus orientalis subsp. abchasicus, is zeker te verkiezen, want ze is gemakkelijk te kweken en wanneer het niet te hard vriest, bloeit ze al in midden december – dus met Kerstmis.
In België en Nederland is de Corsicaanse helleboor (Helleborus argutifolius) alleen geschikt voor beschutte stadstuinen vanwege zijn onvoldoende winterhardheid.
De Chinese helleboor Helleborus thibetanus is thans een kleine rage bij de helleborus-fanaten. Men moet deze plant slechts aanschaffen als het absoluut vaststaat dat ze werd gekweekt en dus niet uit het wild geroofd.
Onder de andere wilde soorten is Helleborus odorus zeker de moeite waard. Ze groeit goed en heeft mooie geelgroene bloemen die naar appels ruiken. Ze wordt echter het best op een wat meer beschutte plaats gezet, beschermd tegen de wind. Daarentegen is Helleborus torquatus niet direct de meest aangewezen tuinplant, omdat ze veel te traag groeit.

## Toxiciteit en vroeger gebruik
De naam nieskruid danken de planten aan de medicinale toepassing. De gedroogde en tot poeder vermalen wortels zorgen bij opsnuiven ervan dat er flink geniesd moet worden. De wortel is zeer giftig door het aanwezige helleborine, dat een diglycoside is en bitter smaakt. Verdere aanwezige gifstoffen zijn saponine en protoanemonine.
Door de Grieken werd het wortelpoeder gebruikt bij krankzinnigheid en aanvallen van epilepsie. Laxeermiddelen bevatten nog weleens bestanddelen van de wortel van het nieskruid. Alexander de Grote (356 v.Chr. tot 323 v.Chr.) is mogelijk overleden aan een overdosis Nieskruid. Zekerheid is er niet, maar men speculeert al eeuwen over zijn eventuele overmatig gebruik van nieskruid.
In het Dictionnaire raisonné universel d'histoire naturelle kan men lezen:

Nous devons, dit-on, la connoissance des propriétés de l’hellébore, & sur-tout du noir, à un certain Mélampus, qui étoit Médecin ou Berger, & qui inventa la purgation : il guérit avec ce remede les filles de Prœtus, qui étoient devenues furieuses. ... des Médecins prudens abandonnent aujourd’hui les hellébores à la Médecine vétérinaire, pour guérir le farcin ... (Nl: De kennis van de eigenschappen van het nieskruid, vooral van het zwarte nieskruid [N.d.R.: de kerstroos, Helleborus niger], zou afkomstig zijn van een zekere Melampus, die arts of herder was en het laxeren ontdekte. Met dit middel genas hij de dochters van Proetus, die aan razernij leden. ... voorzichtige artsen hebben heden het nieskruid overgelaten aan de diergeneeskunde om de paarden te genezen van huidworm ...).